# Koripallon miesten SM-sarjakausi 1941
La Koripallon miesten SM-sarjakausi 1941 è stata la 3ª edizione del massimo campionato finlandese di pallacanestro maschile. La vittoria finale è stata ad appannaggio del  	Kadettikoulu.

## Risultati

### Stagione regolare
|    | Squadra               | G | V | N | P | PF   | PS   | Pt. |
| -- | --------------------- | - | - | - | - | ---- | ---- | --- |
| 1. | Kadettikoulu          | 7 | 6 | 0 | 1 | 17,9 | 11,3 | 12  |
| 2. | Eiran Kisa-Veikot     | 7 | 5 | 0 | 2 | 16,7 | 13,1 | 10  |
| 3. | Suurnan Pojat         | 7 | 4 | 1 | 2 | 13,7 | 11,3 | 9   |
| 4. | Helsingin Katajaiset  | 7 | 4 | 0 | 3 | 14,7 | 13,9 | 8   |
| 5. | Huoltokomppania       | 7 | 4 | 0 | 3 | 14,7 | 13,9 | 8   |
| 6. | Helsingin Kiri-Veikot | 7 | 2 | 0 | 5 | 12,0 | 17,6 | 4   |
| 7. | Helsingin Palloseura  | 7 | 1 | 1 | 5 | 11,0 | 16,7 | 3   |
| 8. | Helsingin Unitas      | 7 | 1 | 0 | 6 | 10,7 | 20,0 | 2   |

| Koripallon miesten SM-sarjakausi 1941 |
| ------------------------------------- |
| Kadettikoulu 1º titolo                |